# Машино-година
Маши́но-годи́на — показник часу, протягом якого машину (буровий верстат, видобувний чи ін. агрегат, апарат тощо) використовують у даному виробничому процесі.
Або:
Машино-година — одиниця, що представляє роботу однієї машини за 1 годину; використовується для визначення витрат і економіки.
Розрахунком машино-годин, як правило, займається уповноважений компетентний орган підприємства.
Машино-година найбільш застосовна у середовищах з інтенсивним використанням машин, де кількість часу, витраченого на обробку машиною, є найтривалішою діяльністю, на якій може базуватися розподіл накладних витрат. Коли у виробництві небагато машин, зазвичай робочі години є основою для розподілу заводських накладних витрат на вироблені товари.